# Jack Finney
Walter Braden "Jack" Finney (Milwaukee, 2 de outubro de 1911 – Greenbrae, 14 de novembro de 1995) foi um escritor norte-americano.
É conhecido por seus thrillers de ficção científica The Body Snatchers, que inspirou o filme Invasion of the Body Snatchers e seus remakes, e Time and Again.

## Biografia
Jack nasceu em Milwaukee, em 1911. Foi batizado como John Finney, mas quando seu pai morreu em 1914, Jack foi rebatizado em sua homenagem para Walter Braden Finney. O nome novo nunca pegou e ele continuou usando e sendo chamado de Jack. Estudou no Knox College, em Illinois, de onde se formou em 1934. Casou-se com Marguerite Guest, com quem teve um casal de filhos, Kenneth e Marguerite.
A família morou em Nova York, onde Jack trabalhou como redator em uma agência de publicidade, mas na década de 1950, decidiu se dedicar apenas a escrita e mudou-se para a Califórnia.

## Escrita
Jack começou a escrever enquanto ainda trabalhava na agência. Começou escrevendo contos para revistas especializadas como a Collier's, The Saturday Evening Post e a McCall's. Seu primeiro artigo, de não-ficção, "Someone Who Knows Told Me …", foi publicado em dezembro de 1943 na revista Cosmopolitan, que reproduzia uma mensagem do Gabinete de Informações de Guerra, a "Loose Lips Sink Ships", durante a Segunda Guerra Mundial. Como redator publicitário, Finney estava fazendo sua parte, deixando claro que comentários descuidados de cidadãos patrióticos podiam ajudar agentes inimigos, resultando na morte de soldados americanos.
Em 1946, um de seus primeiros trabalhos de ficção, O andar da viúva, ganhou um concurso de uma revista de suspense, a Ellery Queen's Mystery Magazine. Oito anos depois, já com mais tempo dedicado à literatura, ele publicou seu primeiro livro, 5 Against the House, que foi adaptado para o cinema em 1955 com o nome No Mau Caminho.
No mesmo ano, Jack publicou seu primeiro livro, The Body Snatchers, que inspirou o filme de 1956, Invasion of the Body Snatchers e seus vários remakes. Ainda hoje é o livro mais conhecido de Finney. Outro livro seu, Assault on a Queen (1959), também foi adaptado para o cinema com o mesmo nome, tendo Frank Sinatra como o líder de uma quadrilha que realiza um ousado assalto ao RMS Queen Mary.
O seu maior sucesso veio com seu primeiro livro de ficção científica Time and Again, em 1970. O livro fala de uma viagem no tempo para o passado, tema que o autor já tinha usado em outros contos. Seu protagonista, Simon Morley, trabalha com publicidade em Nova York, quando é escolhido para um projeto secreto do governo que lida com viagens no tempo. Ele então é enviado até a cidade de Nova York de 1882. O autor foi bastante elogiado por sua detalhada descrição da cidade na época e pelas imagens feitas pelo protagonista, reproduzidas nas páginas do romance.
Em 1987, Jack ganhou o World Fantasy Award por Conjunto da Obra na World Fantasy Convention, em Nashville, no Tennessee.

## Morte
Jack estava internado no Marin General Hospital, em Greenbrae, na Califórnia, devido a um enfisema e uma pneumonia e morreu em 14 de novembro de 1995, aos 84 anos. Ele foi sepultado no Cemitério Mount Tamalpais, em San Rafael, na Califórnia. Sua esposa faleceu em 2011.

## Publicações

### Contos
- "Someone Who Knows Told Me …", Cosmopolitan (não-ficção) (dezembro 1943)
- "The Widow's Walk", Ellery Queen's Mystery Magazine (julho 1947)
- "Manhattan Idyl", Collier's (abril 1947)
- "I'm Mad at You", Collier's (dezembro 1947)
- "Breakfast in Bed", Collier's (maio 1948)
- "It Wouldn't Be Fair", Collier's (agosto 1948) - também publicado na Ellery Queen's Mystery Magazine
- "You Haven't Changed a Bit", Colliers (April, 1949)
- "The Little Courtesies", Collier's (junho 1949)
- "A Dash of Spring", Cosmopolitan (junho 1949)
- "Week-end genius", Colliers (maio 1950)
- "I Like It This Way", Collier's (junho 1950)
- "My Cigarette Loves Your Cigarette", Collier's (setembro 1950)
- "Such Interesting Neighbors", Collier's (janeiro 1951)
- "One Man Show", Collier's (junho 1951)
- "Rudolph Fentz", Collier's (setembro 1951)
- "It Wouldn't be Fair", Ellery Queen's Mystery Magazine (novembro 1951)
- "Obituary" (co-written with C.J. Durban), Collier's (fevereiro 1952)
- "The Third Level", The Magazine of Fantasy & Science Fiction (outubro 1952)
- "Quit Zoomin' Those Hands Through the Air", The Magazine of Fantasy & Science Fiction (dezembro  1952)
- "Of Missing Persons" (1955)
- "Man of Confidence", Good Housekeeping (setembro 1955)
- "Second Chance", Good Housekeeping (abril 1956)
- "Contents of the Dead Man's Pocket", Good Housekeeping (junho 1956)
- "The Love Letter", Saturday Evening Post (agosto 1959)
- "The U-19’s Last Kill", Saturday Evening Post (história em seis partes, começando em agosto de 1959 e terminando em setembro de 1959)
- "The Other Wife" (também conhecido como "The Coin Collector"),  Saturday Evening Post (janeiro 1960)
- "An Old Tune" (also known as "Home Alone"), McCall's (outubro 1961)
- "Old Enough for Love", McCall's (maio 1962)
- "The Sunny Side of the Street", McCall's (outubro 1962)
- "Time Has No Boundaries" (também conhecido como "The Face in the Photo"), Saturday Evening Post (outubro 1962)
- Hey, Look at Me! (1962)
- Lunch Hour Magic (1962)
- Where the Cluetts Are (1962)

### Romances
| nº série | Título original                        | Título em Português    | Tradução                | Ano    | Editora                                               |
| -------- | -------------------------------------- | ---------------------- | ----------------------- | ------ | ----------------------------------------------------- |
| 01       | 5 Against the House                    |                        |                         | (1954) |                                                       |
| 02       | The The invasion of the Body Snatchers | Os invasores de corpos | A. B. Pinheiro de Lemos | (1955) | Record, Abril Cultural, Nova Cultural, DarkSide Books |
| 03       | The House of Numbers                   |                        |                         | (1957) |                                                       |
| 04       | Assault on a Queen                     |                        |                         | (1959) |                                                       |
| 05       | Good Neighbor Sam                      |                        |                         | (1963) |                                                       |
| 06       | The Woodrow Wilson Dime                |                        |                         | (1968) |                                                       |
| 07       | Time and Again                         |                        |                         | (1970) |                                                       |
| 08       | Marion's Wall                          |                        |                         | (1973) |                                                       |
| 09       | The Night People                       |                        |                         | (1977) |                                                       |
| 10       | From Time to Time                      |                        |                         | (1995) |                                                       |

### Coletâneas
- The Third Level (1957)
- I Love Galesburg in the Springtime (1963)
- Forgotten News: The Crime of the Century and Other Lost Stories (1983) (não-ficção)
- About Time (1986)
- Three by Finney (1987)

### Peças
- Telephone Roulette: A Comedy in One Act (1956)
- This Winter's Hobby: A Play (1966)